# Grégory Lemarchal
Grégory Lemarchal (La Tronche, 1983. május 13. – Suresnes, 2007. április 30.) francia énekes, a negyedik Star Academy győztese 2004-ben.
Tragikus halála 2007. április 30-án, a Suresnesben következett be. Több mint kétmillió lemezt adott el, a posztumusz albumaiból befolyt összeget a családja által alapított Association Grégory Lemarchal (Gregory Lemarchal Egyesület) kapta. Az egyesület a cisztás fibrózisban szenvedő gyermekek gyógyításával foglalkozik, munkájában részt vesz többek között Grégory szülei és testvére, a TF1 műsorvezetői közül Nikos Aliagas, aki a Star Academy során került szoros barátságba az énekessel, és Karine Ferri műsorvezető és modell, Grégory barátnője.

## Élete
La Tronche-ben született és Chambéryhez közel nőtt fel a Lemarchal család első gyermekeként; szülei Laurence és Pierre Lemarchal, testvére Leslie. 20 hónapos korában cisztás fibrózist diagnosztizáltak nála. Gyerekkorában sportújságírói karrierről álmodott. Végső döntése a zene mellett akkor született meg, mikor 1995-ben ő lett a francia akrobatikus rock nyertese (rock 'n' roll táncverseny).
1998-ban részt vett az M6 csatorna Graines de stars (Sztárpalánták) című műsorában is Daniel Balavoine "Le Chanteur" (Az énekes) című dalával. Zseniális előadásának köszönhetően egyből helyi híresség lett.
2003-ban megkapta az Adam et Eve (Ádám és Éva) c. musical főszerepét.
2004 júniusában, egy barátján keresztül találkozott a Star Academy producerével, akinek még egy fiú énekesre volt szüksége a show-hoz. A műsor folyamán olyan előadókkal lépett fel, mint Andrea Bocelli, Patrick Bruel, Jenifer és Michel Sardou, de Celine Dion is elismerően nyilatkozott róla. A 2004 december 22-ei fináléban a másik döntőssel, Lucie Bernardoni énekesnővel szemben a szavazatok 80%-át magáénak tudva megnyerte a versenyt, ezzel ő lett az első fiú győztese a műsornak.
Az Ecris l’histoire című számával debütált. A dal 21 héten keresztül vezette a francia toplistákat. Majd megjelentette a Je deviens moi (Önmagam leszek) című albumát a Universal Music-hoz tartozó Mercury lemezkiadónál, 2005-ben. Első albuma az eladási listák első helyén startolt, platinalemez lett.
Az NRJ zenei díjátadón (NRJ Music Award 2006) az év áttörő előadója díjat nyerte el.
Grégory a Zig-Zag (Patacsata) című animációs filmben egy zebrának kölcsönözte a hangját.
2006-ban belevetette magát egy Franciaországot, Belgiumot és Svájcot érintő turnéba, amely a párizsi Olympia stadiont is érintette. Itt vették fel élő DVD-jét az „Olympia 06”-ot, amely a múlt évben jelent meg. Lucie Silvas brit énekesnővel közös, angol és francia nyelvű dala, a Meme Si/What You're Made Of 26 héten át a leghallgatottabb dalok közé tartozott Franciaországban.
2007-ben Grégory bejelentette, hogy az egészsége megromlott és az orvosok pihenést javasoltak neki, felépülése érdekében. Mialatt szervátültetésre várt, 2007. április 30-án 13 óra körül, két héttel a 24. születésnapja előtt, teste feladta a küzdelmet.
Elhunyta egész héten a címlapokon volt, és ötezer rajongó ment el a temetésére Chambérybe, hogy virágot tegyen a sírjára. Május 4-én egy különleges televízióprogramot sugároztak a TF1-en (Grégory: La Voix d'un ange/Egy angyal hangja), hogy bemutassák az életét. A műsor 10,5 millió nézőjét megkérték, hogy adományozzanak pénzt, hogy segítsék a kutatásokat a gyógymód megtalálása érdekében. Eddig több mint 7,5 millió euró gyűlt össze.
Halála után egy hónappal jelent meg a La Voix d'un ange, melynek legsikeresebb dalai a Restons amis, a Le Lien és a Grégory által megírt De temps en temps. Lemeze megjelenésekor az eladási listák első helyén állt.
2007 novemberében Leslie Lemarchal megjelentette Mon frere, l'Artiste (Testvérem, a művész) c. könyvét, az eladásokból befolyt összeg a Gregory Lemarchal egyesületet illette.
2009. november 16-án a Mercury/Universal megjelentette Grégory második posztumusz albumát Rêves címmel. A lemezen két eddig kiadatlan felvétel (Je reve, Tu prends) található. A Je rêve című a hivatalos oldalán már elérhető.
A Cinq ans (Öt év) c. album öt évvel Grégory halála után jelent meg, az énekes legsikeresebb dalait tartalmazza.

## Albumai

### Je deviens moi (2005)
1. Je deviens moi
2. Je suis en vie
3. Écris l'histoire
4. À corps perdu
5. Le feu sur les planches
6. Je t'écris
7. Pardonne-moi
8. Mon ange
9. Promets-moi
10. Il n'y a qu'un pas
11. Le bonheur tout simplement
12. Une vie moins ordinaire

### Olympia 06 (2006)
1. Intro
2. Je deviens moi
3. Je suis en vie
4. Mon ange
5. Promets-moi
6. Il n'y a qu'un pas
7. Aussi libre que moi
8. Même si (what you're made of)
9. À corps perdu
10. Fais moi un signe
11. Le feu sur les planches
12. Nos fiançailles
13. Pardonne-moi
14. Show must go on
15. Ecris l'histoire
16. Je t'écris
17. Même si (What you're made of)

### La voix d'un ange (2007)
1. De temps en temps
2. Restons amis
3. Le lien
4. Recevoir
5. Con te partiro
6. Là-bas
7. Envole-moi
8. S.O.S. d'un terrien en détresse
9. The show must go on
10. Même si (francia verzió)
11. Et maintenant

### Rêves (2009)
1. Tu prends
2. Je rêve
3. Écris l'histoire
4. Mieux qu'ici bas (album verzió, eredeti: Isabelle Boulay)
5. De temps en temps
6. Je suis en vie
7. S.O.S d'un terrien en détresse (album verzió, eredeti: Daniel Balavoine)
8. Même si (duett Lucie Silvas-szal)
9. Entre nous (album verzió, eredeti: Chimène Badi)
10. Le feu sur les planches
11. Restons amis
12. Je t'écris
13. A corps perdu
14. Zora sourit (album verzió, eredeti: Céline Dion)
15. Le lien
16. Quand on n'a que l'amour (album verzió, eredeti: Jacques Brel)

## Kislemezei
- "Écris l'histoire" (2005. március 29.)
- "Je suis en vie" (2005. július 18.)
- "A corps perdu" (2005. december 5.)
- "Meme si" (duett Lucie Silvas-val) (2006. május 9.)
- "Le feu sur les planches" (2006)
- "SOS d'un terrien en détresse" (2007)
- "De temps en temps" (2007. június 11.)
- "Le lien" (2007. szeptember 9.)
- "Restons amis" (2008. április 21.)

## Külső hivatkozások
- Just-Grégory Archiválva 2007. január 1-i dátummal a Wayback Machine-ben
- Grégory Lemarchal
- Hivatalos oldala (Francia nyelvű)
- Rengeteg kép Gregoryról
- Magyar fansite[halott link]
- Magyar blog Gregoryról